# エミリアーノ・マルティネス
ダミアン・エミリアーノ・マルティネス・ロメロ（Damián Emiliano Martínez Romero, 1992年9月2日 - ）は、アルゼンチン・ブエノスアイレス州マル・デル・プラタ出身のサッカー選手。プレミアリーグ・アストン・ヴィラ所属。アルゼンチン代表。ポジションは、ゴールキーパー。

## クラブ経歴

### アーセナル
CAインデペンディエンテのユースチームでプレーを始めた。2009 南米U-17選手権での活躍がアーセナルFCのスカウトの目にとまり、2009年4月にアーセナルが50万ユーロ弱で保有権の65%を買い取った。
2012年5月、リーグ2のオックスフォード・ユナイテッドFCにローンで加入。リーグ1昇格に成功した場合、ローンが延長される契約を結んでいたが、昇格を逃したことでアーセナルに復帰した。
アーセナル復帰後もマヌエル・アルムニア、ウカシュ・ファビアンスキ、ヴォイチェフ・シュチェスニー、ヴィト・マンノーネら同ポジションのライバルが多くいる状態で、12月26日のキャピタル・ワン・カップ・コヴェントリー・シティFC戦がシーズンにおける唯一の出場記録となった。
2017-18シーズンはヘタフェCFに期限付き移籍したが、全7試合の出場に終わり、後年、ヘタフェ移籍を最悪と評した。
2019年1月23日、レディングFCにシーズン終了までのローンで移籍した。
2019-20シーズンはペトル・チェフが現役を退いたためアーセナルに復帰し、守護神のベルント・レノのバックアッパーとしてプレーしていたが、そのレノが負傷で離脱すると正GKとしてプレー。FAカップ決勝でも先発出場し、優勝した。

### アストン・ヴィラ
2020-21シーズン、前シーズンの活躍から正GKとしての活躍が期待されたがミケル・アルテタ監督との話し合いで出場機会の確約を得られず、2020年9月16日、アストン・ヴィラFCへ4年契約で完全移籍することが発表された。9月21日、プレミアリーグ第1節シェフィールド・ユナイテッド戦で初出場し、ジョン・ランドストラムのPKをセーブし1-0の勝利に貢献。怪我で戦列を離れていた守護神トム・ヒートンからポジションを奪い全38試合に出場しリーグ2位となるセーブ率76.8%を記録。また、シュートセーブ数3位（15本）、防いだゴール数では2位（9.71点）に輝く。さらに、ブラッド・フリーデルが記録した数字に並び、クラブタイのシーズン15クリーンシートを記録した。
2022年1月21日、2027年夏までアストン・ヴィラとの契約を延長したことが発表された。　
2022年4月1日、アストン・ヴィラのプレイヤーとしてプレミアリーグ100試合出場となったプレミアリーグ第29節、チェルシー戦に2-0でクリーンシートでの勝利に貢献。この試合でマーク・ボスニッチ、ブラッド・フリーデルら持っていた100試合33クリーンシートを塗り替えクラブ史上最速の100試合での34クリーンシートを達成。
2022年7月27日、ジョン・マッギンのゲームキャプテン就任に伴いジエゴ・カルロスと共に副キャプテンを務める事がクラブより発表された。
2023年2月9日、FIFA最優秀GK賞最終候補の3名にティボ・クルトゥワ、ヤシン・ブヌと共に選出される。2月27日、ザ・ベスト・FIFAフットボールアウォーズにてFIFA最優秀GK賞を受賞。2023年10月30日、自身初となるヤシン・トロフィーを受賞。
2024年8月21日、マルティネスはアストン・ヴィラと新たな長期契約を締結し、契約期間は2029年までとなった。
2024年10月29日、アワード創設以来初の2年連続でのヤシン・トロフィーを獲得。
アウェイ、ノッティンガム・フォレスト戦でゴールライン上で自分の横を通り過ぎたニコラス・ドミンゲスのヘディングシュートを、背後に手を伸ばして叩き出して止めるビックセーブを披露、このプレーで自身初となるプレミアリーグ月間最優秀セーブ賞を受賞した。なお、このセーブで2024-25シーズンの年間最優秀セーブ賞を受賞した。

## 代表経歴
U17年代からアルゼンチン代表に選出されている。2011年6月、A代表初招集。2021年、コパ・アメリカ2021のメンバーに選出。この大会以降、代表の正GKに定着する。準決勝のコロンビア戦のPK戦で相手3人のキックをセーブして決勝進出に貢献、決勝ではブラジルに勝利して優勝した。
2022 FIFAワールドカップ準々決勝のオランダ代表戦のPK戦では1人目のキッカー、フィルジル・ファン・ダイク、続くステフェン・ベルハイスのキックもセーブしベスト4進出に貢献。フランス代表との決勝戦では延長後半ロスタイムにコロ・ムアニの決定機をセーブ。PK戦にもつれこみ、2人目のキッカーキングスレイ・コマンのキックをセーブし優勝に貢献。アルゼンチン人として初の大会最優秀ゴールキーパーに送られるゴールデングローブ賞に選出された。

## エピソード
愛称のディブ（Dibu）は90年代のテレビシリーズ「Mi familia es un dibujo（略してDibu）」が主人公が赤毛でソバカスで当時のマルティネスに似ていたため、CAインデペンディエンテ時代のチームメイトによって名付けられた。
貧しい家庭に育ち、父親からは安いGKグローブしか買い与えてもらえなかった。それを周囲から嘲笑されたこともあったが、そのグローブに誇りを持ち、その意志でトップレベルにまで到達した。
父は港湾労働者として地域一帯に魚を配達する配達員、母はアパートの掃除婦として懸命に働いて、兄弟2人を養った。それでもサッカーに必要なスパイクやウェアを買う経済的余裕がないこともあり、彼は「両親にどれほど負担をかけているか」を目の当たりにしていた。父親は「試合に行くお金がないこともあったよ。お金があれば、もう少し肉を買ったり、電気代やガス代を支払った方がよかったから、彼(エミリアーノ)が子供の頃はスタジアムに連れていけないこともあったんだ。いまユニフォームを着ている息子を目にすると目に涙が浮かぶよ。」と話している。
アーセナルのトライアルを受けた16歳のマルティネスは、家族と離れることへの怖さと欧州への挑戦は国内で経験を積んだ後で良いと考えており、トライアルを受けるだけでアーセナルと契約はせず、インデペンディエンテと契約延長するつもりでいたがトライアルから1週間経たないうちにアーセナルから契約オファーが届いた。しかし、兄と母親からは渡英を引き留められるが、生活費を払えずに泣いている父親や、子供のために食事を我慢している両親の姿を見てきたエミリアーノは、家族を養うため「イエス」と返答した。移籍後も最初の数年は公式戦に出場することは出来なかったが、18歳の時に「欧州に行って手ぶらで帰るような選手にはなりたくない、何も成し遂げていないうちは母国に帰らない」と母親に宣言したという。
アーセナルに移籍した当初は英語がわからず周囲と馴染めなかったが、それを手助けしてくれる者もいなかったと回顧している。こういった経験から、自身と同様に若くして渡英した南米出身のマルティネッリやルーカス・トレイラなどには積極的に手助けするように心がけていると語った。
2010年の加入から2019年まで、アーセナルでのプレミアリーグ出場はわずか6試合でキャリアの大半をオックスフォード・ユナイテッド、シェフィールド・ウェンズデイ、ロザラムへのローン移籍生活だった。なお、イングランドでのデビュー戦は4部リーグで0-3の敗北に終わった。これらのクラブからウォルバーハンプトン・ワンダラーズに移籍したが、そこで怪我に見舞われ、スタメンの座を失い、翌年スペインのヘタフェに移籍したが、ほとんど出場機会がなく、この時はメンタルヘルスも悪く、25歳にして引退を考えたという。「それほどまでに落ち込んでいた」と語っている。
兄のアレハンドロは母国アルゼンチンでラリーレーサーとして活躍する傍ら、エミリアーノの代理人も務めている。
2018年より、PUMAとスポンサー契約を締結。その後、現在に至るまでアディダスとスポンサー契約を締結し、GKグローブやスパイクなどサポートを受ける。
2017年、幼なじみの「アマンダ "マンディーニャ"（旧姓ガマ）」と結婚し、息子のサンティと娘のアヴァを儲けている。ちなみにマルティネス曰く、「5歳の息子はJJような Brummie（バーミンガムアクセント）を話すよ」と語っている。
2022年、上述の通りFIFAワールドカップでアルゼンチン代表が優勝し、自身もゴールデングローブ賞を獲得する活躍を見せたが、試合後のセレモニー、その後のロッカールーム、母国での優勝パレードで見せた行為が物議を醸した。
2024-25シーズン より、背番号1から23に変更、マルティネスは「代表チームで23を背負ってすべてのトロフィーを獲ってきた。それに（23は）息子が生まれた日なんだ。ヴィラやファンにトロフィーを持ち帰るよ。あと、実は僕は迷信深いんだ。だからこの僕と僕の家族にとってのスペシャルナンバーである23番に変えたんだ。」と背番号を変えた理由を語った。なお、アルゼンチン代表では「（息子のサンティの誕生日が）6月23日だから、彼は23番を背負っているんだ。最初は12番だったのに、彼はこの番組を頼んだんだ。エミリアーノははどこにでも子供を連れて行くし、まだ子供はまだ3歳なのにボールを蹴るのがすごく上手い。しかも左利きで、すごいんだ。」と元々「12」を背負う予定だったが、息子の誕生日である6月23日の「23」に変更を希望し変えてもらったと事を兄のアレハンドロが明かしている。
もし、サッカー選手になっていなかったら何になっているかという質問には「魚屋」と答えている。

## 個人成績

### クラブ
2025年6月1日現在
| クラブ                                    | シーズン | リーグ             | リーグ | リーグ | FAカップ | FAカップ | EFLカップ | EFLカップ | ヨーロッパ | ヨーロッパ | その他 | その他 | 合計 | 合計 |
| クラブ                                    | シーズン | リーグ             | 出場   | 得点   | 出場     | 得点     | 出場      | 得点      | 出場       | 得点       | 出場   | 得点   | 出場 | 得点 |
| ----------------------------------------- | -------- | ------------------ | ------ | ------ | -------- | -------- | --------- | --------- | ---------- | ---------- | ------ | ------ | ---- | ---- |
| アーセナル                                | 2011–12  | プレミアリーグ     | 0      | 0      | 0        | 0        | 0         | 0         | 0          | 0          | —      | —      | 0    | 0    |
| アーセナル                                | 2012–13  | プレミアリーグ     | 0      | 0      | 0        | 0        | 2         | 0         | 0          | 0          | —      | —      | 2    | 0    |
| アーセナル                                | 2013–14  | プレミアリーグ     | 0      | 0      | 0        | 0        | 0         | 0         | 0          | 0          | —      | —      | 0    | 0    |
| アーセナル                                | 2014–15  | プレミアリーグ     | 4      | 0      | 0        | 0        | 0         | 0         | 2          | 0          | 0      | 0      | 6    | 0    |
| アーセナル                                | 2015–16  | プレミアリーグ     | 0      | 0      | 0        | 0        | 0         | 0         | 0          | 0          | 0      | 0      | 0    | 0    |
| アーセナル                                | 2016–17  | プレミアリーグ     | 2      | 0      | 0        | 0        | 3         | 0         | 0          | 0          | —      | —      | 5    | 0    |
| アーセナル                                | 2017–18  | プレミアリーグ     | 0      | 0      | 0        | 0        | 0         | 0         | 0          | 0          | 0      | 0      | 0    | 0    |
| アーセナル                                | 2018–19  | プレミアリーグ     | 0      | 0      | 0        | 0        | 0         | 0         | 1          | 0          | —      | —      | 1    | 0    |
| アーセナル                                | 2019–20  | プレミアリーグ     | 9      | 0      | 6        | 0        | 2         | 0         | 6          | 0          | —      | —      | 23   | 0    |
| アーセナル                                | 2020–21  | プレミアリーグ     | 0      | 0      | —        | —        | —         | —         | —          | —          | 1      | 0      | 1    | 0    |
| アーセナル                                | Total    | Total              | 15     | 0      | 6        | 0        | 7         | 0         | 9          | 0          | 1      | 0      | 38   | 0    |
| オックスフォード・ユナイテッド (loan)     | 2011–12  | リーグ2            | 1      | 0      | 0        | 0        | 0         | 0         | —          | —          | 0      | 0      | 1    | 0    |
| シェフィールド・ウェンズデイ (loan)       | 2013–14  | チャンピオンシップ | 11     | 0      | 4        | 0        | 0         | 0         | —          | —          | —      | —      | 15   | 0    |
| ロザラム・ユナイテッド (loan)             | 2014–15  | チャンピオンシップ | 8      | 0      | 0        | 0        | 0         | 0         | —          | —          | —      | —      | 8    | 0    |
| ウルヴァーハンプトン・ワンダラーズ (loan) | 2015–16  | チャンピオンシップ | 13     | 0      | 0        | 0        | 2         | 0         | —          | —          | —      | —      | 15   | 0    |
| ヘタフェ (loan)                           | 2017–18  | ラ・リーガ         | 5      | 0      | 2        | 0        | —         | —         | —          | —          | —      | —      | 7    | 0    |
| レディング (loan)                         | 2018–19  | チャンピオンシップ | 18     | 0      | 0        | 0        | 0         | 0         | —          | —          | —      | —      | 18   | 0    |
| アストン・ヴィラ                          | 2020–21  | プレミアリーグ     | 38     | 0      | 0        | 0        | 0         | 0         | —          | —          | —      | —      | 38   | 0    |
| アストン・ヴィラ                          | 2021–22  | プレミアリーグ     | 36     | 0      | 1        | 0        | 0         | 0         | —          | —          | —      | —      | 37   | 0    |
| アストン・ヴィラ                          | 2022–23  | プレミアリーグ     | 36     | 0      | 0        | 0        | 1         | 0         | —          | —          | —      | —      | 37   | 0    |
| アストン・ヴィラ                          | 2023–24  | プレミアリーグ     | 34     | 0      | 3        | 0        | 0         | 0         | 10         | 0          | —      | —      | 47   | 0    |
| アストン・ヴィラ                          | 2024–25  | プレミアリーグ     | 37     | 0      | 4        | 0        | 0         | 0         | 12         | 0          | —      | —      | 53   | 0    |
|                                           | 合計     | 合計               | 181    | 0      | 8        | 0        | 1         | 0         | 22         | 0          | 0      | 0      | 212  | 0    |
| 通算                                      | 通算     | 通算               | 252    | 0      | 20       | 0        | 10        | 0         | 31         | 0          | 1      | 0      | 314  | 0    |

### 代表
2025年6月10日現在
- 国際Aマッチ 37試合 0得点（2021年 - ）[40]

| アルゼンチン代表 | 国際Aマッチ | 国際Aマッチ |
| 年               | 出場        | 得点        |
| ---------------- | ----------- | ----------- |
| 2021             | 14          | 0           |
| 2022             | 12          | 0           |
| 2023             | 10          | 0           |
| 2024             | 13          | 0           |
| 2025             | 4           | 0           |
| 通算             | 53          | 0           |

## タイトル

### クラブ
アーセナル
- FAコミュニティ・シールド: 2014, 2015, 2020
- FAカップ: 2016-17, 2019-20

### 代表
アルゼンチン代表
- FIFAワールドカップ: 2022
- CONMEBOL-UEFAカップ・オブ・チャンピオンズ: 2022
- コパ・アメリカ: 2021, 2024

### 個人
- ザ・ベスト・FIFAフットボールアウォーズ 男子GK: 2022,2024
- FIFAワールドカップ ゴールデングローブ: 2022
- ヤシン・トロフィー: 2023, 2024
- アストン・ヴィラFC 年間最優秀選手賞: 2020-21
- コパ・アメリカ ゴールデングローブ賞 (最優秀ゴールキーパー賞): 2021, 2024
- コパ・アメリカ ベストイレブン: 2021, 2024
- プレミアリーグ 月間最優秀セーブ賞: 2024年12月
- プレミアリーグ 年間最優秀セーブ賞: 2024-25